# JUICY (イメージガール)
JUICY（ジューシィ）とは、日本の芸能事務所「スタイルコーポレーション」に所属する女性アイドルグループである。

## 概要
- 2009年、JEWELに続くスーパー耐久イメージガールユニットとして結成。元々は例年のイメージガール同様当年限定の活動であったが、2010年も同じユニット名で活動継続（但しメンバーが一人交代している）。イメージガールを卒業した2011年以降もユニット活動を継続し、CDリリースやライブ活動を積極的に行っていたが、2013年1月19日のライブをもってメンバーだった有村亜加里と木村亜梨沙がユニットを卒業。その後は桃川祐子と渕脇レイナの2人のみで活動を継続していたが、2013年12月10日のライブで桃川祐子が卒業。現在は渕脇レイナが残るのみとなったが、新メンバーの補充については現時点で発表されていない。
- ちなみにS耐イメージガール卒業後も活動継続したユニットはSt.Cherish以来であり、実質的な活動期間もSt.Cherishを上回っている。
- なお、ユニット名は通算10代目のスーパー耐久イメージガールであることと、4人組であることを掛けて付けられた。

## メンバー

### 現メンバー
- 渕脇レイナ（ふちわき れいな・1988年4月21日生まれ、神奈川県出身、A型）
後述の有村と木村が卒業したことにより、結成当時から在籍している唯一のメンバーとなった。
- 武田しのぶ（たけだ しのぶ・1990年2月17日生まれ、東京都出身、A型）
2014年3月より加入。

### 元メンバー
- 栗原海（くりはら うみ・1981年6月13日生まれ、千葉県出身、血液型O型）
2008年の「JEWEL」からイメージガールを続投。2010年3月卒業。同年4月に芸能界引退。
- 有村亜加里（ありむら あかり・1985年10月7日生まれ、栃木県出身、A型）
結成時からのメンバー。2013年1月19日卒業。同時に芸能界引退。
- 木村亜梨沙（きむら ありさ・1986年12月15日生まれ、神奈川県出身、A型）
結成時からのメンバー。前述の有村と共に2013年1月19日をもって卒業。その後「シャンデリア」という事務所を経て、同年9月に“吉沢有紗”と改名し、「COUZ」（コウズ）という事務所に移籍していた[1]が、2014年9月にアメリカ人男性と結婚、同年12月に芸能界引退、海外に移住[2]。
- 桃川祐子（ももかわ ゆうこ・1986年3月20日生まれ、東京都出身、A型）
栗原の後任として2010年より加入。2013年12月10日をもって卒業し、その後フィットワンに移籍していた[3]が、現在同事務所に名前はない。ただし現在も芸能活動は続けており、所属先等は不明。

## 歩み
下記以外の主なライブ出演についてはこちらを参照。

### 2009年
- 3月10日：この年のスーパー耐久イメージガールとして、2008年の「JEWEL」メンバーだった栗原海と、有村亜加里、木村亜梨沙、渕脇レイナの4人により結成。同年3月28日、ツインリンクもてぎで行われた第1戦で引き継ぎ式を行う。
- 4月17日：7月に予定されていた十勝24時間レースが開催中止を発表[4]。
- 5月10日：シングル『つぼみ』発売。
- 6月11日：栗原がブログをアメブロに移転。
- 7月8日：有村がブログをアメブロに移転。これによりメンバー全員がアメーバブログを持つようになった。
- 11月1日：この日神奈川県川崎市のライブハウス「セルビアンナイト」で行われた『スタイルコーポレーション10周年記念ライブ』に出演したが、木村が東京モーターショー出演で欠席したため、2007年の「Vanilla」メンバーだった佐々木綾美（現在はフォース・エージェント・エンターテイメント所属）が代理出演した。
- 11月24日：栗原がレースクイーン活動から引退することをブログで発表。同月28日と29日にツインリンクもてぎで行われた第8戦を最後にRQ活動を終える。
- 11月30日：Shibuya O-EASTで行われたライブイベント「POP'n JAM」に出演。

### 2010年
- 1月16日～17日：東京オートサロンに出演。
- 1月31日：芝浦ARKホールで行われた「C-Lip LIVE A GOGO! #37」に出演。
- 2月15日、17日：表参道FABで行われたイベント「RING×RING×RING～緊急開催!＠FAB～」に出演。
- 2月23日：池袋RUIDO K2で行われた「BIRTHDAY LIVE～今日も世界のどこかでハッピーバースデー～」に出演。
- 3月12日：この日午後12時にスタイルのHP上にて2010年のスーパー耐久イメージガールが発表され、引き続き「JUICY」という名前で活動していくことを告知。また、栗原に代わり桃川祐子が加入することも発表された。
- 3月22日：大塚Deepaにて行われた「Asian Dream4」に出演。栗原としては最後のライブとなる。
- 3月28日：ツインリンクもてぎで行われた2010年スーパー耐久シリーズ第1戦にて引き継ぎ式を行い、正式に栗原がJUICYを卒業した。同日、シングル『もっと「I LOVE YOU」』を発売。
- 4月11日：栗原がラスト撮影会を開催。これをもって栗原は所属していたスタイルコーポレーションから退所した。
- 5月5日：筑波サーキットで行われた「コカ・コーラ オールドカー・ナウ・フェスティバル」に出演。
- 6月6日：マリアナ政府観光局より「ミスアイランド2010 サイパンキャンペーンガール」に選ばれる。
- 6月9日：初のミニ・アルバム『JUICY BEST』をリリース。
- 6月14日：表参道FABにて行われた「RING×RING×RING!＠FAB」に出演。
- 7月25日：TOKYO FMホールで行われた「Sing!Dance!Smile! -NIGHT-」に出演。
- 9月6日：渋谷RUIDO K2で行われた「渋谷大作戦 1本目」に出演。この模様はGALS PARADISE（2010トップレースクイーン編）でも取り上げられた。
- 10月22日：全編サイパンロケのDVD『JUICY in SAIPAN』を発売。
- 10月25日：渋谷RUIDO K2で行われた「GIRLS BRAVO!47～RUIDO K2 7周年スペシャル～」に出演。
- 11月28日：ツインリンクもてぎで行われた2010年S耐シリーズ最終戦の翌日に「JUICY バーベキュー大会」が行われる。
- 12月22日：2ndミニ・アルバム『JUICY BEST II』をリリース。

### 2011年
- 1月14日、15日：東京オートサロンに出演。
- 3月2日：クラブチッタ川崎で行われた「UNRAVE FESTA 2011」に出演。
- 3月6日：原宿アストロホールで行われた「Tokyo Special PPPPPParty!!!!!! Vol.2」に出演。
- 4月11日：この日リイド社より発売されたムック本「リアル系アイドル図鑑」にてJUICYが紹介される。
- 4月16日：所属事務所及びメンバーのブログで今後のユニット活動継続が発表される。
- 4月27日：新宿OREBAKOで行われた「SHINJUKU IDOL COLLECTION」に出演。
- 5月2日：六本木morph-tokyoで行われた「東日本大震災復興支援プロジェクト スタイルコーポレーション・チャリティLIVE」に出演。この年新たに結成された『S*CREW』（エスクルー）にS耐イメージガールユニットを引き継ぐ。
- 5月23日：渋谷屋根裏で行われた「Beauty & Beast」に出演。
- 7月24日：この日富士スピードウェイで行われたスーパー耐久レース第2戦のステージイベントでライブを行う。
- 8月22日：オフィシャルウェブサイトを立ち上げる。
- 9月28日：SHIBUYA DESEOで行われた「Love Mark Festival Vol.3」に出演。同ライブではS*CREWも出演していた。
- 11月8日：SHIBUYA DESEOで行われた「SHIBUYA IDOL COLLECTION」に出演。
- 11月23日：MLB cafe TOKYOの2階にある“act*square”で行われた「Style Corporation AUTUMN FESTIVAL 2011」に出演。ステージではS*CREWのメンバーだった西山未織と共にKARAの『ミスター』を歌唱した[5]。

### 2012年
- 1月14日、15日：東京オートサロン2012に出演。14日はステージでライブを行った他、前年11月26日 - 27日にツインリンクもてぎで行われたS耐最終戦のライブの模様を収めたDVD&Blu-ray Disc『JUICY×S*CREW LIVE at MOTEGI 2011』の販売も行われた。
- 2月11日：ガーラ湯沢スキー場・カワバンガ特設ステージで行われた「GALAバレンタインデー記念イベント」に出演したが、有村はインフルエンザの為欠席だった[6]。
- 4月15日：千葉県柏市の「柏ふるさと公園」野外特設会場で行われた『チャリティーミュージックフェス～絆～2012』に出演。
- 5月1日：六本木morph tokyoにて『JUICY 1st ONE MAN LIVE』を開催。同日、DVD『MONTHLY JUICY DVD Vol.1』が発売される。
- 6月1日：月刊DVD第2弾『MONTHLY JUICY DVD Vol.2』発売。
- 8月14日：渋谷REXにてJUICYとS*CREWのSUMMER LIVEを行う。
- 11月28日：渋谷Gladにて行われたライブイベント「JUMPIN' GIRLS FLASH」に出演。このステージで有村亜加里と木村亜梨沙がグループを卒業することを発表。

### 2013年
- 1月11日～13日：東京オートサロン2013に出演。有村・木村としては最後のオートサロンでのライブとなる。
- 1月19日：六本木morph-tokyoにて『Juicy Memorial Gigs』を開催。このライブをもって有村と木村が同グループを卒業。同時に所属していたスタイルコーポレーションを退所した。
- 5月15日[7]～6月19日[8]：桃川がSUPER GTマレーシアラウンドのイメージガールとして36日間現地滞在でのPR活動を展開[8]。レース当日のライブステージでは現地の女性モデルであるジュリー・タンと共にJUICYの持ち歌である「I Believe」「タイムカプセル」を歌唱した[9]。
- 8月10日：富士スピードウェイで行われたスーパー耐久第4戦にて、桃川と渕脇の2人編成となったJUICYがトーク&ライブステージを開催。2回目のステージでは元メンバーの有村と木村が飛び入り出演するというサプライズが起こった[10]。ちなみにこの日のステージではSt.Cherishの持ち歌であった「Sweet heart」も歌唱している[11]。
- 10月1日：渋谷DESEOで行われた『Love Mark Festival Vol.81』に出演。8月のS耐でも歌唱した「Sweet Heart」の他、「J☆Rock」「GO TO WAY」を2人で歌った[12]。なお、11月6日にDESEOで開催された同Festival（Vol.82）では、事務所の同僚である元RQの横部実佳も会場を訪れ2人を励ましていた[13]。
- 12月2日：桃川が同月1日付でスタイルコーポレーションを退所したことと、JUICYからの卒業を発表[14]。
- 12月10日：渋谷DESEOで行われた『Love Mark Festival Vol.91』に出演。「タイムカプセル」「J☆Rock」「GO TO WAY」の3曲を歌い、桃川はJUICYを卒業した[15]。

## 作品

### CD（シングル）
- つぼみ（2009年5月10日発売）
- もっと「I LOVE YOU」（2010年3月28日発売）
- JUICY NIGHT（2012年4月14日発売）

### CD（ミニ・アルバム）
- JUICY BEST（2010年6月9日発売／BAM-003）

1. J☆ROCK
2. TSUBOMI（2010JUICY Ver.）
3. GO TO WAY（2010JUICY ver.）
4. Last Message（2010JUICY ver.）
5. J☆ROCK（Inst.）
6. TSUBOMI（Inst.）
7. GO TO WAY（Inst.）
8. Last Message（Inst.）

- JUICY BEST II（2010年12月22日発売／BAM-004）

1. タイムカプセル
2. もっと「I LOVE YOU」
3. I believe
4. Best Friend
5. タイムカプセル（Inst.）
6. もっと「I LOVE YOU」（Inst.）
7. I believe（Inst.）
8. Best Friend（Inst.）

### DVD
- JUICY2009 LAST MESSAGE LIVE（2010年3月28日発売）
- JUICY in SAIPAN（2010年10月22日発売・竹書房）
- JUICY×S*CREW LIVE at MOTEGI 2011（2012年1月14日発売）
- MONTHLY JUICY DVD 5月号 (Vol.1)（2012年5月1日発売）
- MONTHLY JUICY DVD 6月号 (Vol.2)（2012年6月1日発売）

## 補足
- 栗原は前年の「JEWEL」でイメージガールを務めており、歴代としては2004 - 2005年「桜三世」の篠崎まゆ以来史上2人目だった（有村、木村、渕脇で通算5人）。なお、JEWELはその後栗原以外のメンバー2人が事務所を退所したことによりグループ活動が終了している。
- 栗原と渕脇は2007年にDUNLOPのキャンペーンガール「DIGICCO」のメンバーとして活動していたが、グループ解散と共にスタイルとのタレント契約を締結している。
- 渕脇と木村はTBSの期首特番『オールスター感謝祭』のアシスタントを経験している[16]。
- 2010年メンバーによる楽曲の振付はこの年にスタイルに所属したばかりの新人・西山未織が担当。もてぎでの第1戦のステージでは西山自身も出演し、ソロでダンスを披露した。ちなみに西山は2011年に「S*CREW」のメンバーとしてS耐イメージガールを務めた後、現在は“黒木未織”に改名しアイドルグループ「シブヤDOMINION」のメンバーとして活動している。桃川の卒業ライブとなった『Love Mark Festival Vol.91』に出演した12月10日は、シブヤDOMINIONの結成記念日でもある[15]。